# Маріупольська телевежа
47°05′06″ пн. ш. 37°31′38″ сх. д. / 47.08505° пн. ш. 37.52732° сх. д.
Маріу́польська телеве́жа — суцільнометалева просторова ґратована телевізійна вежа висотою 208 метрів у Маріуполі. Її спорудження завершили в 1981 році. Висота верхнього майданчика — 196 метрів. Така сама вежа у Мелітополі, Хмельницькому та Хусті.

Вежа з боку зупинки «Вулиця Лавицького», 1967

До окупації Маріуполя віськами РФ, з вежі тривало мовлення цифровових мультиплексів, аналогового телебачення та радіо.

## Радіомовлення
Дані наведено станом на початок березня 2022 року.
- 88.0 Українське радіо. Донбас
- 89.1 — Громадське радіо
- 90.4 — Радіо Культура(план)
- 91.1 — Мелодія FM
- 100.8 — Хіт FM
- 101.3 — Радіо П'ятниця
- 101.7 — Kiss FM
- 102.8 — Best FM
- 103.2 — Радіо Промінь
- 103.6 — Radio NV
- 104.0 — Авторадіо
- 104.6 — Radio ROKS
- 106.5 — Наше радіо
- 106.9 — Radio Shanson
- 107.3 — Українське радіо
- 107.8 — Країна ФМ

## Телебачення

### Аналогове мовлення
- ТВ-7
- 8 канал
- ICTV
- Новий канал
- ТРК Україна
- Суспільне Донбас
- СТБ

### Цифрове мовлення
- 7-ий мультиплекс
- 5-ий мультиплекс
- 3-ій мультиплекс
- 1-ий мультиплекс
- 2-ий мультиплекс